# 串刺
串刺是一種食品調理方法，以竹籤或金屬棒等棒狀物把食材穿刺成串再作烹調，最常見是以燒烤方式烹調的串刺食品，稱為串燒。